# Литовченко Галина Григорівна
Галина Григорівна Литовченко (народилася 13 березня 1953 у Рудому Селі Володарського району на Київщині) — українська поетеса, прозаїк, перекладач. Член Національної спілки письменників України, лауреат Всеукраїнської літературної премії ім. Данила Кононенка та багатьох літературних конкурсів.

## Життєпис
Закінчила Київський технікум радіоелектроніки (нині Коледж інформаційних систем і технологій). З 1976 по 1992 рік мешкала з родиною у військових гарнізонах на території Росії, Азербайджану та Литви. Працювала на різних посадах Міністерства оборони, перебувала на військовій службі. Після краху СРСР повернулася в Україну. Мешкала в м. Лисичанську Луганської області, працювала бухгалтером відділу капітального будівництва Лисичанського міськвиконкому. В 1998 році переїхала в Крим, працювала на посадах службовця ЗС України в с. Перевальному, з 2008 року мешкає в с. Віліне Бахчисарайського району.

## Творчість
Вірші пише з шкільних років, перші з них були надруковані на сторінках районної газети «Голос Володарщини» в 1968 році.
Має публікації в журналах «Дніпро», «Склянка часу», «Крим», «Літературний Азербайджан», «Березіль», «Дзвін».
Її переклади українською мовою віршів кримськотатарської поетеси Майє Сафет увійшли в посібник «Сучасна література рідного краю» для 5-7 класів.
Автор двадцяти книг для дорослих та дітей:
1. «Не займай мене, осене…» 2009, «Таврія», Сімферополь
2. «Лаванда на спомин» 2010, «Таврія», Сімферополь
3. «Шовком вишиті мережки» 2011, «Книжковий світ», Луганськ
4. «Далеке літо» 2013, Видавець Стасюк Л. С., Хмельницький
5. «Схід сонця» 2013, «Доля», Сімферополь
6. «Міражі» 2014, «Доля», Сімферополь
7. «Криниця пам'яті» 2015, Видавець Стасюк Л.С, Хмельницький
8. «Зависла в небі срібна пектораль» 2016, Видавець Стасюк Л. С., Хмельницький
9. «Из разных опер» 2016, Видавець Стасюк Л. С., Хмельницький
10. «Дитячі розваги» 2017, «Інтер-Парк», Лубни
11. «Далеке літо-2» 2017, Видавець Стасюк Л. С., Хмельницький
12. «Через всесвіт путівцями» 2018, Видавництво-друкарня «Твори», Вінниця
13. «Зібрані розсипи» 2018, «Час Змін Інформ», Біла Церква.
14. «Тихе полювання» 2019, «Інтер-Парк», Лубни
15. «Голосила тиша» 2019, Видавництво-друкарня «Твори», Вінниця
16. «Пташине царство» 2019, «Час Змін Інформ», Біла Церква
17. «Хмарин білосніжна флотилія» 2020, Видавництво-друкарня «Твори», Вінниця
18. «Я — березнева» 2021, Видавництво-друкарня «Твори», Вінниця
19. «Палітра інтонацій» 2022, «Час Змін Інформ», Біла Церква
20. «Зона бачення» 2023, «Час Змін Інформ», Біла Церква